# Rudnia Witczyńska
Rudnia Witczyńska (biał. Вятчынская Рудня, Wiatczynskaja Rudnia; ros. Ветчинская Рудня, Wietczinskaja Rudnia) – wieś na Białorusi, w obwodzie homelskim, w rejonie żytkowickim, w sielsowiecie Marocharawa, przy drodze republikańskiej R57.

## Historia
W XIX i w początkach XX w. zaścianek położony w Rosji, w guberni mińskiej, w powiecie mozyrskim, w gminie Dziakowicze.
Po I wojnie światowej pod administracją polską, w Zarządzie Cywilnym Ziem Wschodnich, w okręgu brzeskim, w powiecie mozyrskim, w gminie Dziakowicze. W wyniku postanowień traktatu ryskiego znalazła się w granicach Związku Sowieckiego. Od 1991 w niepodległej Białorusi.